# Gerhard Ebeling

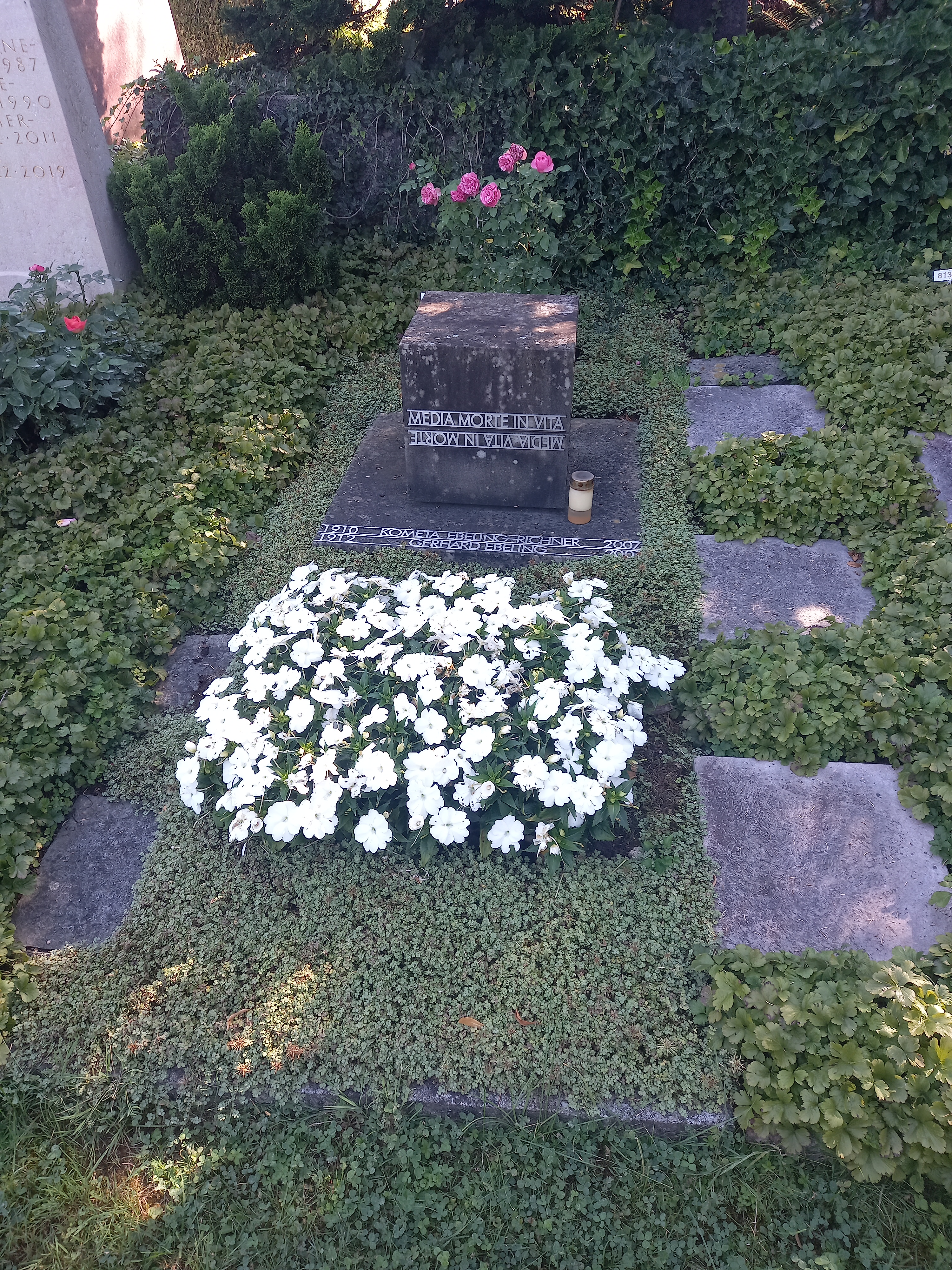
Das Grab von Gerhard Ebeling und seiner Ehefrau Kometa Richner auf dem Friedhof Enzenbühl in Zürich

Gerhard Ebeling (* 6. Juli 1912 in Berlin; † 30. September 2001 in Zollikerberg) war ein deutscher evangelischer Theologe. Mit Ernst Fuchs gilt er als führender Vertreter der hermeneutischen Theologie im 20. Jahrhundert.

## Leben
Ebeling studierte in Marburg v. a. bei Rudolf Bultmann und Wilhelm Maurer, in Zürich vor allem bei Emil Brunner und in Berlin. Die Begegnung mit Dietrich Bonhoeffer im Predigerseminar Finkenwalde wurde für ihn prägend. Von Frühjahr 1937 bis Sommer 1938 verfasste er an der Theologischen Fakultät der Universität Zürich bei Fritz Blanke seine Dissertation Evangelische Evangelienauslegung über Luthers Evangelienauslegung, um nach der Promotion gleich wieder nach Deutschland zurückzukehren. Im Mai 1939 heiratete er Kometa Richner im Zürcher Grossmünster, mit der er zusammen eine Tochter, Charitas, hatte.
Von 1939 bis 1945 war er Pfarrer der Bekennenden Kirche in Berlin. Seit August 1945 – auf Helmut Thielickes Vermittlung hin – war er Assistent bei Hanns Rückert und im Jahr 1947 habilitierte er sich. Am 7. Oktober des gleichen Jahres begann Ebeling seine selbständige akademische Lehrtätigkeit mit der Antrittsvorlesung über Kirchengeschichte und Kirchenrecht als Professor für Kirchengeschichte an der Universität Tübingen. 1954 wurde er in Tübingen Professor für systematische Theologie, als Nachfolger des als Rektor an die Universität Hamburg berufenen Helmut Thielicke, ab 1956 lehrte er in Zürich auf dem Lehrstuhl für Dogmatik, Dogmengeschichte und Symbolik, ab 1965 wieder in Tübingen. Von 1968 bis 1979 war er Professor für Fundamentaltheologie und Hermeneutik in Zürich. Von 1985 bis 1997 war er Vorsitzender des Kuratoriums der Luther-Akademie in Ratzeburg.
Ebeling gab mit anderen die Kritischen Gesamtausgaben der Werke Martin Luthers (Weimarer Ausgabe) und Friedrich Daniel Ernst Schleiermachers heraus. Er beeinflusste die Lutherforschung und Christologie. Seine wichtigsten Leistungen liegen im Problembereich der Hermeneutik und in der Lutherforschung. Die christliche Theologie sah er im Verkündigungsauftrag der Kirche begründet (als dessen Klärung und Vertiefung), der Mittelpunkt der Theologie soll in der Predigt als „Rede vor und aus Gott“ liegen.
Er antwortete in reflektierter Weise auf Dietrich Bonhoeffers Frage nach einem religionslosen Christentum und entwickelte in dessen und Karl Barths Tradition die Unterscheidung von Glaube und Religion weiter. Ähnlich wie Friedrich Gogarten in seiner Lutherdeutung erkannte Ebeling in Luthers Lehre von Gesetz und Evangelium die Unterscheidung von Verkündigung der Rechtfertigungsbotschaft und menschlicher Lebenswirklichkeit. An sie anknüpfend entdeckt Ebeling in Luthers Vorlesungen dessen „relationale Ontologie“, die sich im Ineinander der Relationen coram Deo und coram mundo im Gewissen kristallisiert.

## Ehrungen
Ebeling wurde mit mehreren Ehrendoktorwürden ausgezeichnet, u. a. von der Universität Bonn (1952), der Universität Uppsala, der University of Edinburgh, der Universität Neuenburg und der Eberhard Karls Universität Tübingen (1997). Seit 1977 war er korrespondierendes Mitglied der Heidelberger Akademie der Wissenschaften.

## Festschrift
- Eberhard Jüngel, Johannes Wallmann, Wilfrid Werbeck (Hrsg.): Verifikationen. Festschrift für Gerhard Ebeling zum 70. Geburtstag. Mohr Siebeck Tübingen 1982.

## Werke
- Evangelische Evangelienauslegung. Eine Untersuchung zu Luthers Hermeneutik. 1942 (= Ebelings Dissertation)
- Das Wesen des christlichen Glaubens. 1959
- Wort und Glaube, 4 Bände. 1960–1995
- Wort Gottes und Tradition. Studien zu einer Hermeneutik der Konfessionen. 1964
- Luther. Einführung in sein Denken. 1964; ISBN 3-16-143581-8 (Tb.)
- Lutherstudien, 3 Bände (in 5 Teilbänden). 1971–1989.
- Einführung in theologische Sprachlehre. 1971; ISBN 3-16-132511-7
- Dogmatik des christlichen Glaubens, 3 Bände. 1979, 4. Auflage 2012; ISBN 978-3-16-151028-1
- Predigten eines „Illegalen“ aus den Jahren 1939–1945. 1995; ISBN 3-16-146371-4
- Luthers Seelsorge. Theologie in der Vielfalt der Lebenssituationen an seinen Briefen dargestellt. 1997; ISBN 3-16-146712-4